# Over-the-top
Over-the-top (OTT) este o tehnologie de distribuire a pachetelor de date prin internet,  indiferent de operatorul de telecomunicații la care utilizatorul este abonat. 

## Caracteristici
Prin serviciul OTT, conținutul provine de la o terță parte și este livrat de producător prin intermediul unui furnizor de servicii Internet, care servește numai de purtător de pachete IP și care nu este responsabil pentru, nici în măsură să controleze afișarea conținutului, conformitatea cu drepturile de autor, și/sau redistribuirea conținutului.
O altă caracteristică a serviciilor OTT, este abilitatea de a oferi servicii oricărui utilizator de internet.

### Hardware
Consumatorii pot avea acces la un serviciu over-the-top prin diferite dispozitive hardware conectate la internet, cum ar fi:
- calculator: PC sau laptop
- consolă de jocuri: Nintendo Wii U, Xbox One, Xbox 360, PlayStation 3, PlayStation 4
- set-top box (STB): Apple TV, Boxee, Roku, TiVo
- smartphone: Android, iPhone și  Windows Phone
- Smart TV: LG, Panasonic, Samsung, Sony [2]

### Conținut
Conținutul unui serviciu de OTT poate fi: 
- audio/video: video on demand (VoD) și pay-per-view, cum ar fi site-uri ca Crunchyroll, Funimation, Hulu, Netflix, VOYO, Pandora, Spotify, YouTube, Sky Go, Showtime, Sling TV, Max, etc
- jocuri online
- mesagerie: VoIP, Skype, Chat, Gmail, SMS, WhatsApp, iMessage
- rețele de socializare: Facebook, Linkedin, Twitter, Instagram
- e-commerce: Amazon, eBay, Alibaba, Flipcart etc
- piață financiară: tranzacții bancare, rezervare
- educație: învățământ la distanță

## Serviciul OTT in Romania
Serviciile de tip over-the-top lansate în România: Muvix, SeeNow și VOYO, Max, Netflix, Amazon Prime Video, Disney+.

## Tendințe
Conform Multimedia Research Group (MRG), companie de analiză în domeniul telecomunicațiilor și media, în anul 2012, piața mondială OTT a totalizat 11 miliarde de dolari. 
Analiștii prevăd că, până în 2017 volumul total al pieței OTT va crește, în comparație cu 2012 de 3 ori, ajungând la 32,7 miliarde de dolari. Din această sumă, veniturile din publicitate reprezintă 49%, din abonament 37% și vânzările de conținut 14%.